# Xochiquetzal Mons
Lo Xochiquetzal Mons è una struttura geologica della superficie di Venere.